# Gemeinde Andrijevica
Die Gemeinde Andrijevica (montenegrinisch Општина Андријевица Opština Andrijevica) ist eine Gemeinde in Montenegro. Der Verwaltungssitz ist der Hauptort Andrijevica, daneben gehören die Dörfer Andželati, Bojovići, Božići, Cecuni, Dulipolje, Đulići, Gnjili Potok, Gornje Luge, Gračanica, Jošanica, Košutići, Kralje, Kuti, Oblo Brdo, Prisoja, Rijeka Marsenića, Seoca, Sjenožeta, Slatina, Trepča, Trešnjevo, Ulotina und Zabrđe zur Gemeinde.

## Bevölkerung
Die Volkszählung aus dem Jahr 2011 ergab für die Gemeinde Andrijevica eine Einwohnerzahl von 5.071. Davon bezeichneten sich 3.137 (61,86 %) als Serben und 1646 (32,46 %) als Montenegriner.
| Zensus    | 1948   | 1953   | 1961  | 1971  | 1981  | 1991  | 2003  | 2011  |
| --------- | ------ | ------ | ----- | ----- | ----- | ----- | ----- | ----- |
| Einwohner | 10.067 | 10.327 | 9.792 | 8.966 | 7.712 | 6.696 | 5.785 | 5.071 |